# Dnipro-Arena
Die Dnipro-Arena (ukrainisch Дніпро-Арена) ist ein Fußballstadion in der ukrainischen Stadt Dnipro. Bis zur Insolvenz des Fußballvereins war es die Heimspielstätte des Fußballverein FK Dnipro. Vorher spielte man im alten Meteorstadion von 1966. Von 2019 bis 2024 nutzte der SK Dnipro-1 das Stadion.

## Geschichte
Das vom Architekturbüro J. Serjogin entworfene und der deutschen Baufirma Hochtief errichtete Stadion mit 31.003 überdachten Sitzplätzen wurde am 14. September 2008 im Beisein des damaligen Präsidenten der Ukraine, Wiktor Juschtschenko, eröffnet. Der Baubeginn war am 1. April 2005 und die Kosten des Neubaus lagen bei 65 Mio. €. Das erste Spiel im Stadion bestritten zwei Traditionsmannschaften von Dnipro Dnipropetrowsk und Spartak Moskau. Bei der ersten offiziellen Partie am 29. September 2008 empfing Dnipro vor 27.000 Zuschauern Metalurh Saporischschja. Dnipropetrowsk verlor das Ligaspiel mit 1:2.

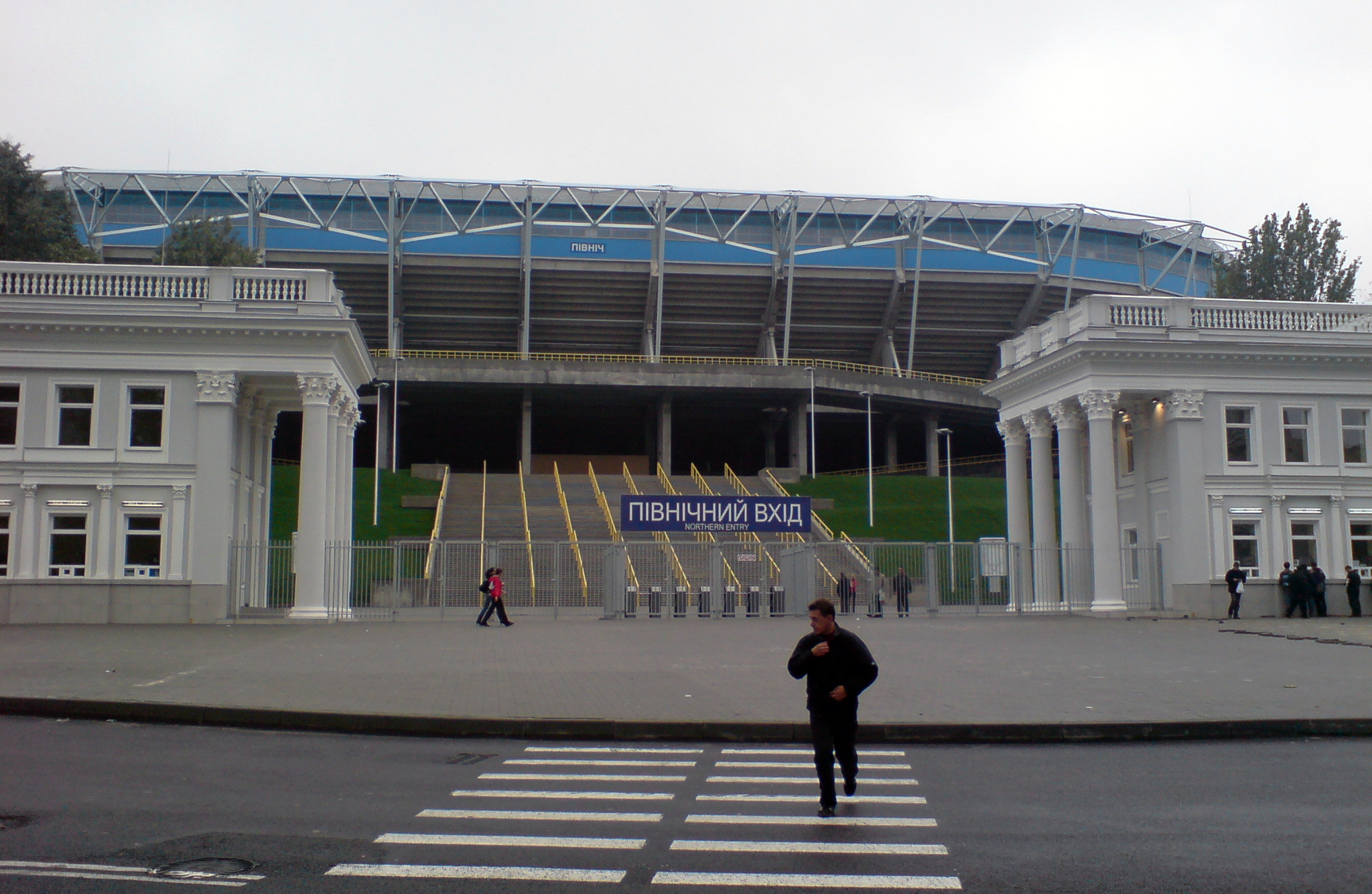
Nordeingang der Dnipro-Arena

Neben den V.I.P.-Logen mit 293 Plätzen sind im Stadion auch 550 Business-Sitze eingerichtet worden. Das fünfstöckige Hauptgebäude enthält ein großes Restaurant mit etwa 600 Plätzen; hinzu kommen zwei Banketträume mit Kücheneinrichtungen. Für die Journalisten gibt es 219 Arbeitsplätze. Das Spielfeld besitzt eine Rasenheizung und eine Bewässerungsanlage. Das neue Stadion war als einer der Austragungsorte der Fußball-Europameisterschaft 2012 vorgesehen. Es sollten drei Vorrundenspiele in dem Stadion ausgetragen werden, welches jedoch aufgrund der zu geringen Kapazität gegen das Metalist-Stadion in Charkiw mit rund 41.000 Plätzen ausgetauscht wurde.
Die Firma Hochtief reklamierte im Sommer 2013, dass von den Baukosten des Stadions elf Millionen Euro noch nicht bezahlt worden seien. Die finanziellen Ansprüche gegen den Verein wolle man daher nun mit juristischen Mitteln durchsetzen. Während eines Trainingslagers im Juli 2013 in Bad Erlach in Niederösterreich wurde Dnipro Dnipropetrowsk daher von einem Gerichtsvollzieher mit einem Exekutionsbescheid aufgesucht.

## Veranstaltungen
Bisher spielte die ukrainische Fußballnationalmannschaft dreimal in der Dnipro-Arena. Dabei kam es zum ersten Sieg der Ukrainer über die englische Nationalmannschaft.
- 19. Nov. 2008:  Ukraine –  Norwegen 1:0
- 10. Okt. 2009:  Ukraine –  England 1:0
- 10. Sep. 2019:  Ukraine –  Nigeria 2:2

Am 31. Mai 2009 war die Spielstätte Schauplatz des ukrainischen Pokalfinales zwischen Worskla Poltawa und Schachtar Donezk (1:0).